# 蘇丹依布拉欣體育場
蘇丹依布拉欣體育場位于马来西亚柔佛州依斯干达公主城内一座专业足球场。该球场于2020年2月22日正式开幕，并以时任柔佛苏丹苏丹依布拉欣·依斯迈命名。该球场可以容纳41,000名观众，目前为柔佛DT主场，同时也马来西亚第一个及目前唯一一个专业足球场以及使用天然草皮的球场，该球场荣获2020年年度体育馆。